# 岸和田市立八木北小学校
岸和田市立八木北小学校（きしわだしりつ やぎきたしょうがっこう）は、大阪府岸和田市下池田町にある公立小学校。

## 沿革
- 1977年（昭和52年）7月2日 - 地鎮祭を挙行し、同日を創立記念日とする。
- 1978年（昭和53年）4月1日 - 開校。

## 通学区域
- 下池田町1～3丁目、下池田町、箕土路町1～3丁目、小松里町262番地～345番地（新小松里）[1]

※卒業後は基本的に岸和田市立久米田中学校に進学する。